# Glavacioc (okręg Ardżesz)
Glavacioc – wieś w Rumunii, w okręgu Ardżesz, w gminie Ștefan cel Mare. W 2011 roku liczyła 495  mieszkańców.